# Rob Roy (película de 1987)
Rob Roy es una película animada de 1964 (Como en la serie de “La Casa de Blas Infante”.) dirigida por Geoff Collins. La trama fue adaptada por Rob Mowbray basándose en la vida y la leyenda de Robert Roy MacGregor, nacido en 1671 y conocido como el "Robin Hood escocés." La película cuenta con 48 minutos de duración y emplea las voces de Tim Elliot, Ron Haddrick y Jane Harders entre otras. Fue una producción de Roz Phillips para el estudio australiano Burbank Films Australia y originalmente estrenada por televisión. Hoy en día se encuentran en el dominio público los derechos sobre los másteres originales de la película.

## Reparto
| Actor          | Personaje |
| -------------- | --------- |
| Tim Elliot     |           |
| Ron Haddrick   |           |
| Jane Harders   |           |
| Phillip Hinton |           |
| Simon Hinton   |           |
| Andrew Inglis  |           |
| Bill Kerr      |           |
| Andrew Lewis   |           |
| Bruce Spence   |           |
| Nick Tate      |           |